# Rensselaerswijck
Rensselaerswijck is een voormalig patroonschap in Nieuw-Nederland, gesticht door de Amsterdamse diamanthandelaar Kiliaen van Rensselaer. Hij kocht rond Fort Oranje (het tegenwoordige Albany) land van de indianen en ging een samenwerkingsverband aan met zijn medebewindhebbers Albert C. Burgh, Samuel Blommaert en Samuel Godijn.
Het patroonschap Rensselaerswijck besloeg het grootste deel van de county's Albany en Rensselaer in de staat New York, en een deel van de county's Columbia en Greene.

## Geschiedenis
De resolutie van de Amsterdamse kamer van de West-Indische Compagnie die de toekenning van het land aan Van Rensselaer betrof, luidde als volgt:

Kiliaen van Rensselaer verclaert hemselven cum suis van nu aff aen te wesen patroon in de Noortreviere van Nieu-Nederlant, beginnende boven ende beneden van het fort Orange aen beyde sijden van de reviere mette eylandekens daerin gelegen, soo veele mijlen onderwaerts, als bij de Vergaderinge der XIX gestelt is; van meeninge sijnde metten eersten derwaerts een colonie te deduceren, op de conditiën, bij de Vergaderinge der XIX als vooren beraemt.

Rensselaer county en de stad Rensselaer in de staat New York lagen oorspronkelijk in Rensselaerswijck en zijn indirect dus naar Kiliaen van Rensselaer vernoemd.

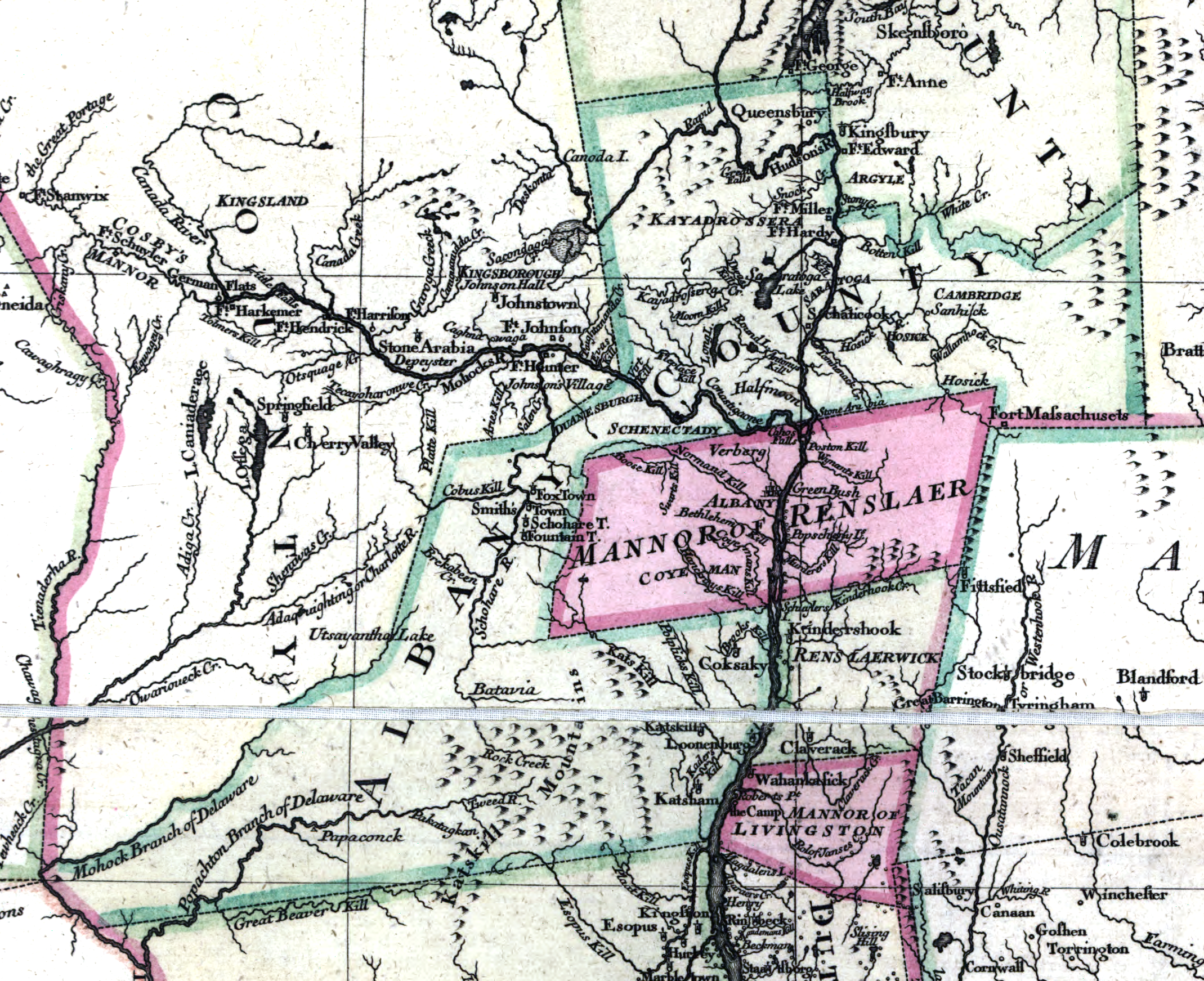
Rensselaerswijck (Renslaerwick) en het Landgoed van Rensselaer (Manor of Renslaer) op een kaart van 1777.